# Diplotaxis acris
Diplotaxis acris là một loài thực vật có hoa trong họ Cải. Loài này được (Forssk.) Boiss. mô tả khoa học đầu tiên năm 1867.